# 시나붕산
시나붕산(Sinabung/Gunung Sinabung)은 인도네시아 수마트라섬에 위치한 성층화산으로, 높이는 2,460m이며 현재도 활동하고 있다. 인도네시아의 초화산인 토바호보다 위에 위치하고 있다.

## 분화 활동
9세기부터 10세기에 2010년의 활동과 같은 장소에서 비슷한 규모의 화산 활동을 했다. 2010년 8월 30일 분화가 발생했는데 이때의 분화는 400여년 만에 일어난 분화이다. 그 3년 후, 화산이 다시 폭발해 수천 명이 대피하고 인근 마을에 화산재를 뿌렸다.

### 2010년
- 8월 27일부터 연기가 관측되어 같은 해 8월 29일 새벽, 410년 만에 분화했다. 분화구에서 연기와 화산재가 약 1,500m의 높이로 상승한 것으로 관측되었다.
- 8월 30일 폭발 규모를 확대시킨 것으로 결국 인근 주민 약 3만 명이 대피했다.

### 2013년
- 9월 15일, 심야에 분화하여 분화구에서 반경 약 30km 주변 주민들에게 피난 권고가 발령되었으며 6,200명 이상이 대피했다.
- 11월 3일 두 차례 폭발. 고도 7,000m.
- 11월 23일 불카노식 분화.
- 12월, 분화 활동이 더욱 활발해져서 산정 분화구 용암이 출현. 12월 31일, 19,000명 이상이 대피했다.

### 2014년
- 1월 4일 30회에 걸쳐 분화를 반복했다. 연기의 고도만 4,000m에 이르렀고, 용암 유출 횟수만 60번이 된 최대 규모의 유출이었다. 이날 20,331명 이상이 대피하였다.
- 1월 14일 계속 30차례 이상 폭발을 반복했다. 피난민은 2,600명 이상이 되었다.
- 1월 31일, 화산이 진정됨에 따라 국가 재해 대책 기관은 임시 출입을 허용하지 않았다.
- 2월 1일, 고도 약 2,000m에 걸친 대규모 분화를 했다. 산기슭까지 약 4,500m를 흘러내리는 화산쇄설류도 발생했다. 이 분화로 인해 5km 이내의 경계 지역 내 관광 목적으로 방문한 고교생 등 4명을 포함한 16명이 사망하는 참사가 발생했다.
- 10월 5일 또 분화를 하였고, 나흘 뒤인 10월 9일에는 용암을 수반한 분화가 일어났으며, 정상에서 경사를 타고 약 4,500m를 흘러내리는 화산쇄설류도 발생했다. 연기가 분화구로부터 높이 약 3km까지 도달했다.

### 2015년
- 2월 6일 분화. 연기가 주변 마을을 감쌌다.
- 5월 31일 분화. 6월 4일 국가재난방재청(BNPB)의 발표에 따르면 주변 주민 3,000여 명이 집에서 대피했다.

### 2016년
- 5월 21일 고도 30,000m에 걸친 격렬한 폭발을 했다. 산기슭까지 약 4,500m를 흘러내리는 화산쇄설류도 발생했고, 한 분화구에서 반경 7km 이내의 피난 구역에서 농사를 짓고 있던 주민 7명이 사망하고 2명이 중태에 빠지는 참사가 일어났다.

### 2017년
- 2월 10일 분화 발생.
- 11월 26일 분화 발생.

## 같이 보기
- 시바약산